# フィーバーマリン
フィーバーマリンは、2002年1月に大同（現:ビスティ）が発売した、美しい海の中の世界を描いたパチンコ機のシリーズ名。
CRフィーバーマリンSPとCRフィーバーマリンGP、フィーバーマリンDXの3機種がある。

## 概要
液晶型のデジパチ。本機は液晶演出よりも台枠の演出がアツいという特徴がある。デジタル回転中や、スタートチャッカー入賞時に台枠のランプがピカピカ光る予告を搭載している。
CR機2種は確変搭載タイプで、1から12までの大当たり図柄のうち、奇数で揃えば1万回転の確変に突入する。現金機の「DX」は、揃った図柄によって時短回数が異なっている。

小当たり性能は優秀で、止め打ち手順も容易である。

確変･時短中止め打ち手順

①小デジタル回転と同時に打ち出しを停止する

②台枠4回点滅で打ち出し開始

③2回目開放で打ち出し停止

以後、①に戻って一連の手順を繰り返す。

|                    | 通常時    | 確変時（時短時） |
| ------------------ | --------- | ---------------- |
| 小当たり確率       | 10/11     | 10/11            |
| 小デジタル回転時間 | 29.2秒    | 6.0秒            |
| 電チュー開放時間   | 0.2秒 1回 | 1.7秒 2回        |

## スペック
- CRフィーバーマリンSP[3]
  - 賞球数 5&10&15
  - 大当たり最高継続 15R（10カウント）
  - 大当たり確率 1/315.5
  - 確変中大当たり確率　1/63.1
  - 確変突入率　1/2
- CRフィーバーマリンGP[2]
  - 賞球数 5&15&14
  - 大当たり最高継続 15R（10カウント）
  - 大当たり確率 1/315.5
  - 確変中大当たり確率　1/63.1
  - 確変突入率　1/2
- フィーバーマリンDX[2]
  - 賞球数 5&10&13
  - 大当たり最高継続 16R（10カウント）
  - 大当たり確率 1/224.5
  - 時短回数

3･7　 200回
1･5･9･11　 150回
2･4･6･8･10･12　 50回

## 図柄
確変図柄
- 1
- 3
- 5
- 7
- 9
- 11

通常図柄
- 2
- 4
- 6
- 8
- 10
- 12

## 演出
予告アクション
- 泡予告

画面上に泡が出現すればチャンス。泡の中にタコかイカがいれば各予告に発展する。
- イカ･タコ予告

泡の中からイカとタコの両方が出現すれば信頼度が大幅にアップする。
- タコ予告

タコ予告にはガセも存在するが、右図柄にスミを吐いた場合はプレミアムとなる。
- イカ予告

イカが右図柄にスミを吐けばリーチ確定。他の予告と複合すればアツい。
- 図柄旋回予告

左図柄が中図柄の周りを旋回すれば、必ずスーパーリーチへ発展する。
- レンちゃん予告

液晶内の予告でもっとも信頼度が高い。レンちゃんが画面を横切って登場する。
- 確変直撃予告

デジタル回転中など、スタートチャッカーに入賞したその瞬間に全ての盤面ランプが点灯すれば、その回転で確変大当たりが確定となる。
- ランプ旋回予告

デジタル回転開始時に盤面を囲むように配置されたランプが時計回りに点灯すれば信頼度が大幅にアップする。
- 音予告

デジタル回転開始時に｢キュィーン｣という音が発生する予告。信頼度がアップする。

リーチアクション
- ノーマルリーチ

ハズれても、3種類のスーパーリーチへ発展することがある。
- 洞穴リーチ

デジタル回転開始直後に画面が光って発展。図柄が泳ぎ出すと横変動ダブルリーチになり、信頼度がアップする。
一旦ハズれても中図柄が洞窟の穴を潜り始めれば激アツとなる。
- 探査艇リーチ

リーチ中背景が白くなり、深海探査艇が登場すると発展。レンちゃんの乗った探査艇が、図柄を掴んで止める。テンパイ図柄を掴んで停止すれば大当たりとなる。
- 沈没船リーチ

リーチ中背景が白くなり、半魚人が登場すると一斉に飛び付き図柄を止める沈没船リーチに発展。半魚人でハズれてもボスまで発展すれば信頼度がアップする。
- クジラリーチ

ノーマルリーチハズレ後に停止した中図柄が再始動を始めると発展。飲み込んだ図柄をクジラが潮とともに次々と吹き上げる。
ハズれても、もう一度ゆっくりと図柄を押し出すコマ送りSPへ発展すれば期待度は大幅にアップする。
- 小魚一発リーチ

変動中、背景全体に小魚の群れが出現すれば発展。必ずビタ止まりで大当たりとなる。

プレミアムアクション
- クジラプレミアム

クジラリーチ中にピノキオが出現したらプレミアムパターンで、大当たり確定となる。
- 洞穴プレミアム

洞穴リーチ中にイカ兄弟が出現したらプレミアムパターンで、大当たり確定となる。
- 沈没船プレミアム

沈没船リーチ中に半漁人ががい骨に変身したらプレミアムパターンで、大当たり確定となる。